# プリティ・ベビー
『プリティ・ベビー』（Pretty Baby）は、1978年公開のアメリカ合衆国の映画。 
撮影当時11歳の子役だったブルック・シールズを一躍スターにした、ルイ・マル監督のアメリカ進出作である。ブルックはこれで世界的にロリータ女優として君臨する。
なお、フランスでのタイトルは『La Petite（少女）』である。

## キャスト
| 役名           | 俳優                     | 日本語吹替 |
| 役名           | 俳優                     | テレビ朝日版 |
| -------------- | ------------------------ | --- |
| ヴァイオレット | ブルック・シールズ       | 冨永みーな |
| E．J．ベロック | キース・キャラダイン     | 野沢那智 |
| ハティ         | スーザン・サランドン     | 小原乃梨子 |
| 教授           | アントニオ・ファーガス   | 富山敬 |
| レッドハット   | マシュー・アントン       | 池田真 |
| フリーダ       | ダイアナ・スカーウィッド | 小宮和枝 |
| ジョセフィーヌ | バーバラ・スティール     | 高島雅羅 |
| フラー         | ドン・フッド             | 阪脩 |
| 不明 その他    | N/A                      | 辻村真人 弥永和子 横尾まり 幸田直子 玉川紗己子 巴菁子 藤城裕士 山野史人 小島敏彦 平林尚三 大滝進矢 島香裕 広瀬正志 |
| 日本語スタッフ |                          | |
| 演出           |                          | |
| 翻訳           |                          | |
| 効果           |                          | |
| 調整           |                          | |
| 制作           | 制作                     | 東北新社 |
| 解説           | 解説                     | 淀川長治 |
| 初回放送       | 初回放送                 | 1984年9月23日 『日曜洋画劇場』                                                                                     |

## あらすじ
1917年、売春婦ハティは12歳の娘ヴァイオレットとルイジアナ州ニューオーリンズのストーリーヴィルにあるマダム・ネルの売春宿で暮らしている。ヴァイオレットは美人でかわいくて生娘時代から人気が高かったがおてんばである。売春宿で育った為に売春婦や彼女達を買う男達との性行為を見ていて男と女の営みは全部知っていた。
この店の常連客である写真家のベロッキは、ハティとヴァイオレットに興味を持つ。ある日、マダム・ネルはヴァイオレットのヴァージンをオークションに出し、落札者はヴァイオレットと一夜を過ごすために400ドル（今の日本円で100万円）を払う。ある日ハティとヴァイオレットは喧嘩別れをし、ハティは裕福な客と結婚してセントルイスに移る。周りの売春婦達はヴァイオレットは母親に捨てられたものと勘違いをする。ベロッキもその一人だった。しかしヴァイオレットは売春宿でも人気が高く売春婦としての稼ぎはナンバー1だったので生活には困らなかった。
一人前の売春婦となってもヴァイオレットのおてんばぶりは変わらなかった。ある日ヴァイオレットは赤毛の男の子と黒人の男の子と口論になり二人とも女を知らないと思っていると二人の男の子は「近くに住む女の子と性行為している」と答えた。黒人の男の子はまだ幼くヴァイオレットは怪しみ黒人の男の子を逆レイプしようとしたときマダムに見つかりヴァイオレットは「黒人の男の子でも性行為はしてやる」と答えた。「黒人の男の子に手を出すと大やけどをする」「ただでは済まなくなる」と売春宿のマダムたちから厳しい注意があり、大人の男性に鞭の様な紐で殴られてヴァイオレットは売春宿を出てベロッキの家に移り住む。が、ヴァイオレットはベロッキの家でもわがままで多くのヌード写真を撮るが彼とも喧嘩をし写真のネガを破壊、結局ベロッキも怒らせてしまいヴァイオレットは引っぱたかれて家から追い出されてしまう。
ヴァイオレットが売春宿に帰ると売春宿を潰す運動が高まり、売春宿は潰れて仕事ができなくなった。ヴァイオレットは気を引き締めてベロッキと結婚、親しい売春婦たちも結婚式に参加させる。だがヴァイオレットは結婚後も売春宿の売春婦時代と同じくわがままであり、ほしいものは何でも手に入れたくなり黒人の家政婦を奴隷のようにこき使う。
ヴァイオレットは母親の良い所に気づき母親を毎日恋しがるようになる。ある日、母親がヴァイオレットを迎えに来たときヴァイオレットはベロッキよりも母親のもとに帰ることを選び、ヴァイオレットとベロッキの結婚は長続きせずに二人は別れてヴァイオレットは母親のもとに帰り普通の娘になる。ベロッキは頭が真っ白になり呆然と見送ることしかできなかった。ハティの夫はさらに裕福になり、ヴァイオレットはハティの妹ではなく子供であることを知らされてヴァイオレットも引き取ることにし、学校に通わせて教育を受けさせることを約束する。ヴァイオレットは娘～売春婦～人妻～娘へと12歳の幼い年で経験することになったのだった。

## 解説
「プリティ・ベビー」はロリータ映画に分類される事があるが、著名なナボコフの「ロリータ」とは全く別種の映画である。ナボコフの「ロリータ」は大人の男性が自分の恋人ロリータ（人名）を奪い取った恋人を殺害し刑務所で病死した男の手記を基にストーリーが進み、ロリータも最後は低年齢出産で死んでいく、いわゆるバッドエンドの悲壮感があるが、「プリティ・ベビー」には悲壮感はない。また同じ少女売春でも「闇の子供たち」のような澱んだところも「プリティ・ベビー」にはない。「プリティ・ベビー」のヴァイオレットは幼い時から売春宿の環境で育ち、売春宿の価値観が世間一般の世界と思い、水揚げされて処女ではなくなった際も「これで一人前の売春婦になれた」と逆に喜んでいる。この世間一般との価値観の違い、どのような境遇においても自己の価値観を保つヴァイオレットの謙虚さや明るい性格が、現代の世界においてもありふれている少女売春、人身売買、幼児婚などへの問題を提起しており、社会性ヒューマンドラマとして、視聴者個々が考えさせられるドラマになっている。
舞台となったルイジアナ州では今では結婚同意年齢は男女とも18歳に決められている。アメリカは結婚制度の規則は年々厳しくなり48州が男女ともに18歳であり、残りの3州は原則18歳だが親の同意があれば17歳や16歳でも構わない州があるが、国連は結婚同意年齢は18歳にするように世界に呼びかけている。日本も18歳を成人とするように改正された2022年に、同時に女子の結婚年齢も16歳から18歳に引き上げられた。国連本部のあるアメリカは見本を示さないといけないとして、残りの3州も結婚同意年齢を条件無しの18歳にするように呼びかけている。国連本部のあるニューヨークは結婚同意年齢は14才だったが一気に18歳に引き上げられた。「プリティ・ベビー」の世界は1914年であり、今から106年前のルイジアナ州の世界なのでヴァイオレットとベロッキの幼児婚が描かれているが、上記の価値観が是とされる現代の視点からは、異常な事態である。